# Силосон (брат Поликрата)
Силосон (др.-греч. Συλοσών) — тиран Самоса в конце VI века до н. э.

## Биография
По всей видимости, имя Силосон было одним из родовых у династии самоских тиранов. Антиковеды связывают его со словом «syle», означающим «право захвата добычи». Некоторые учёные отождествляют Силосона, сына Эака, с его тёзкой. По замечанию исследователя Н. А. Шергиной, для этого нет достаточных оснований, так как у них не только различные патронимики, но и обстоятельства прихода к власти.
Согласно Полиену, Силосон вместе со старшими братьями Пантагнотом и Поликратом захватил власть на Самосе, напав на безоружных граждан во время проведения празднеств в честь богини Геры. Вооружённую поддержку заговорщикам оказал тиран Наксоса Лигдамид. Как указывает Геродот, братья разделили территорию полиса на три части и первоначально правили вместе. Но затем, через несколько лет, Поликрат убил Пантагнота, а Силосон был вынужден бежать.
После того, как Поликрат в 522 году до н. э. погиб в результате интриги персидского сатрапа Сард Оройта, на Самосе стал править секретарь Поликрата Меандрий. Силосон смог его свергнуть при помощи персов, возглавляемых Отаной. По свидетельству Геродота, Страбона и Элиана, это было ответным даром (по образному выражению «воздаянием золотом за медь») вступившего на престол Дария. Ему Силосон ранее преподнёс в Мемфисе собственный гиматий, когда сын Гистаспа был ещё лишь телохранителем Камбиса во время египетского похода 525 года до н. э. Но в результате вооружённых столкновений остров был значительно опустошён, хотя персы по просьбе Силосона изначально хотели избежать всякого кровопролития. Как отмечает Н. А. Шергина, возможно, это произошло в 517 году до н. э., «в год окончания самосской талассократии». К этому же времени относит указанные события и Дандамаев М. А. Впоследствии Отана способствовал увеличению населения Самоса, хотя исторические источники не поясняют, за счёт каких народностей.
Силосон правил недолго, но, по Страбону, с такой большой жестокостью, что даже появилась поговорка: «простор земли по Силосонта милости». Его, по свидетельству Геродота, сменил сын Эак.